# Pierre Drion
Pierre Drion (né le 10 janvier 1942) est une figure emblématique du monde financier en Belgique. Il est l'ancien directeur général de la banque d'affaires Petercam et le vice-président de l’Association belge des banques et des sociétés de bourse.

## Biographie

### Formation
Outre son diplôme d’ingénieur de gestion à l’École de commerce de Solvay, il est licencié en sciences commerciales et financières à l’ULB en 1966.

### Vie professionnelle
En 1968, après avoir terminé son service militaire en tant qu’officier de réserve, il rejoint Petercam, principale société de bourse indépendante du royaume. Il y devient successivement General Partner et CEO. Petercam est active dans trois domaines : la gestion de fortune (Asset Management), l’intermédiation financière dans les marchés (Brokerage) et le conseil dans les opérations de fusion et acquisition (Corporate Finance).
Pierre Drion a également été Vice-président de l’Association Belge des Banques et des sociétés de Bourse, Président du conseil d’administration de SPADEL et UNIBRA, et administrateur de plusieurs sociétés (liste non-exhaustive) :  Axa Belgium, Electrabel, Neuhaus, Luxempart, Chromacure et 
Fund+.
Comme banquier d'affaires, il a piloté plusieurs privatisations parmi lesquelles la Caisse Générale de Pension et de Retraite et la Société Nationale de Crédit à l’Industrie. Il est intervenu dans de nombreuses ventes et reprises de sociétés importantes parmi lesquelles : la reprise de la Royale Belge par Axa, celle de la Cobepa par BNP ou encore celle de la CBR par Heidelberger.
Il a également conseillé plusieurs sociétés lors de leur IPO (Belgacom entre autres) et a intervenu dans des débats de société,,.

### Vie privée
Sa première épouse Françoise De Vos est décédée en 2006. Laurent Drion, leur fils, est diplômé de l’École de Commerce Solvay et a développé une activité d’investissement dans l'économie numérique.
En 2018, il épouse Isabelle Schuiling, professeur à la Louvain School of Management (Université catholique de Louvain).

## Philanthropie
Pierre Drion a des activités philanthropiques et est amateur de science. 
Depuis 2009, Pierre Drion est Président de la Fondation ULB, fondation d’utilité publique, soutenant la recherche scientifique de pointe à l’Université libre de Bruxelles.
En outre, après son départ de Petercam en  2012, il a développé une activité de "business angel", principalement dans des sociétés biotech en Belgique ,.
Pierre Drion a également été gérant du Fonds Baillet Latour,, qui encourage, soutient et récompense l’excellence humaine en Belgique au travers de quatre pôles: la santé, l’éducation, la culture et le sport.